# سیارک ۲۶۲۴۳
سیارک ۲۶۲۴۳ (به انگلیسی: 26243 Sallyfenska، نامگذاری:1998QE42)۲۶۲۴۳مین سیارک کشف شده‌است که در ۱۷ اوت ۱۹۹۸ کشف شد.